# فارانجيرفيورد

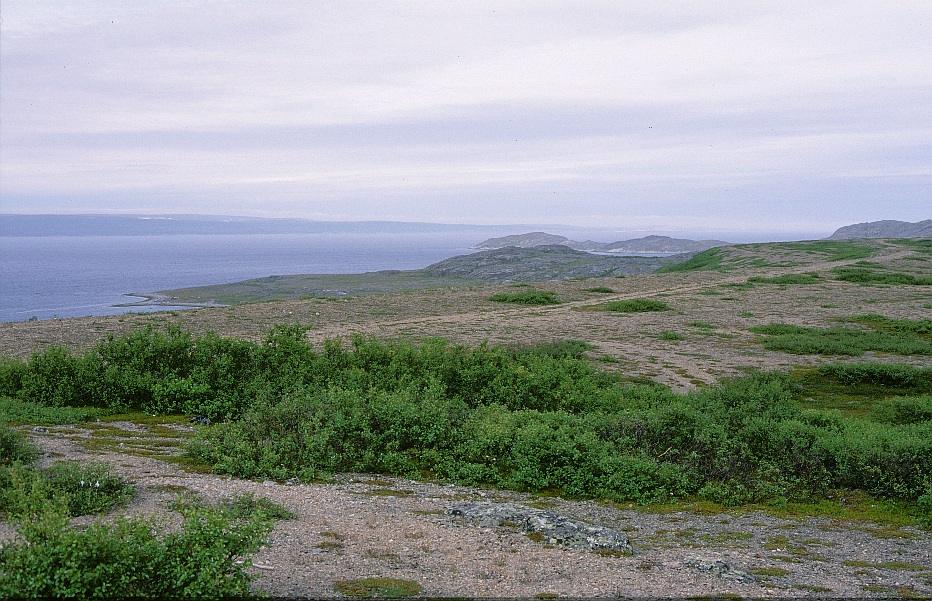
فارانجيرفيورد

فارانجيرفيورد ((بالروسية: Варяжский залив)‏, (بالروسية: Варангер-фъорд)‏, (بالفنلندية: Varanginvuono)‏) هو مقاطعة في فينمارك في شرق شمال خلل النرويج. المقاطعة هي بطول 100 كلم.
الجبل الرئيسي بين مدينتي فاردو في الشمال وجنسي في الجنوب عريض ب 70 كلم. المضيق الداخلي يمتد غربا إلى بلدية نيسيبي.

## التاريخ
الكفين سكان فارانجيرفيورد هو من أصول فنلندية مهاجرة وصلوا إلى المنطقة في القرن التاسع عشر من فنلندا وشمال السويد. في النصف الأول من القرن التاسع عشر، طالبت الامبراطورية الروسية بإمكانية التنازل عن منطقة تمتد على طول ساحل Varangerfjord لبعض الوقت على جدول الأعمال الدبلوماسية الأوروبية، فتم حمل ملك السويد والنرويج أوسكار الأول على إبرام تحالف مع بريطانيا وفرنسا لدرء هذا الاحتمال.